# Световна титла при жените на AEW
Световната титла при жените на AEW е кеч титла при жените на американската федерация All Elite Wrestling. Тя е представена на 18 юни 2019 г. Настояща шампионка е Брит Бейкър.

## История
На 1 януари 2019 г. е основана федерацията All Elite Wrestling (AEW). Едва през юни обаче президентът и изпълнителен директор на AEW Тони Хан обявява бъдещи планове както за женска титла, така и за отборни титли при жените. Тогава е обявено от главния търговски директор на AEW Бранди Роудс, че коланът на Световната титла при жените на AEW ще бъде разкрит на 31 август на All Out, и че встъпителният шампион ще бъде коронясан на 2 октомври по време на първото излъчване на седмичното шоу, разкрито по-късно като AEW Dynamite. И двамата участници за шампионатния мач са определени на All Out. Първата участничка е определена от женския Casino Battle Royale по време на предварителното шоу Buy In, което е спечелено от Найла Роуз. По-късно същата вечер в главното шоу, Рихо става неин опонент, побеждавайки Хикару Шида. В премиерния епизод на AEW Dynamite Рихо побеждава Роуз, за да стане първата шампионка.